# Pablo Granoche
Pablo Mariano Granoche Louro (Montevideo, Uruguay, 5 de septiembre de 1983) es un exfutbolista uruguayo. Jugaba de delantero y su último club fue el AC Vigasio de Italia.
Es el máximo anotador en la historia de la Serie B de Italia.

## Trayectoria
El delantero surgió en Miramar Misiones de Uruguay donde debutó profesionalmente en el año 2001. Ya en su primer año de carrera pasó a River Plate para luego recalar en Miramar Misiones donde fue goleador del Campeonato Uruguayo en el año 2005, con 16 goles.
Esta cantidad de tantos convertidos le valió su traspaso al Toluca de México donde el delantero no logró brillar, haciendo pesada y cansada su estadía en el club. Como era de esperarse, no fue mantenido en los Diablos siendo uno de los pocos cambios que naturalmente tienen los equipos que son campeones. Tuvo otra oportunidad con Veracruz, la cual tampoco llenó las expectativas. Terminó jugando en el Coatzacoalcos equipo filial del Veracruz donde marcó 20 goles en 23 partidos lo que le valió el pase al fútbol de Italia en el 2007.
Tras un buen pasaje por Triestina donde marcó 31 goles en dos temporadas en la Serie B es traspasado al Chievo Verona para jugar en la Primera División de Italia. Allí su rol fue de segundo punta detrás de Sergio Pellissier, capitán, máximo ídolo de la institución y a su vez el máximo goleador en Serie A de ese club. Jugó 54 partidos e hizo 7 goles entre ellos a S. S. C. Napoli, F. C. Internazionale, Fiorentina y A. S. Roma.
Poco después retornó a la Serie B para defender a Varese, Novara, Padova, Cesena, Modena y por último al Spezia.
A fuerza de goles se ha forjado un gran nombre, convirtiéndose en el máximo goleador de la historia de la Serie B
El empresario Pablo Bentancur no consideró la incorporación de Granoche a Nacional para la caída porque el "niño tiene muchas ganas" de venir a la tricolor. Tras haber asegurado que de todas las negociaciones de delantero que ha intervenido para fichar por Nacional, esta parece la más fácil, admitió que "Spezia no pierde un goleador histórico de la Serie B". "Lógicamente, Spezia no quiere perder al tipo que más goles marcó en la Serie B. Le gustó la idea de Nacional". Bentancur reconoció que puso un plazo para saber si se podía o no realizar la operación. “Ni en Nacional, que puede sacar otro 9, ni en Spezia, porque si se van tienen que buscar otro jugador”. Queda absolutamente descartada la posibilidad de que Rodrigo Aguirre regrese al fútbol uruguayo. Aunque el vínculo con Major League Soccer ha sido bloqueado, Bentancur mencionó otras ofertas.

## Equipos
| Club             | País    | Año       |
| ---------------- | ------- | --------- |
| Miramar Misiones | Uruguay | 2001      |
| River Plate      | Uruguay | 2001-2002 |
| Miramar Misiones | Uruguay | 2003-2005 |
| Toluca           | México  | 2005      |
| Veracruz         | México  | 2006      |
| Delfines         | México  | 2006-2007 |
| Triestina        | Italia  | 2007-2009 |
| Chievo Verona    | Italia  | 2009-2011 |
| Novara (cedido)  | Italia  | 2011      |
| Varese (cedido)  | Italia  | 2012      |
| Padova (cedido)  | Italia  | 2012      |
| Cesena (cedido)  | Italia  | 2013-2014 |
| Modena           | Italia  | 2014-2016 |
| Spezia           | Italia  | 2016-2018 |
| Triestina        | Italia  | 2018-2021 |
| AC Vigasio       | Italia  | 2022      |

## Estadísticas
| Club                      | País          | Part. | Goles | Asist. |
| ------------------------- | ------------- | ----- | ----- | ------ |
| Miramar Misiones          | Uruguay       | 56    | 38    | —      |
| River Plate               | Uruguay       | 9     | 0     | —      |
| Toluca                    | México        | 13    | 2     | —      |
| Veracruz                  | México        | 15    | 1     | —      |
| Delfines de Coatzacoalcos | México        | 27    | 23    | —      |
| Triestina                 | Italia        | 162   | 63    | 11     |
| Chievo Verona             | Italia        | 54    | 7     | 4      |
| Novara (cedido)           | Italia        | 14    | 1     | —      |
| Varese (cedido)           | Italia        | 19    | 6     | 1      |
| Padova (cedido)           | Italia        | 21    | 2     | —      |
| Cesena (cedido)           | Italia        | 29    | 5     | 2      |
| Modena                    | Italia        | 96    | 41    | 15     |
| Spezia                    | Italia        | 76    | 18    | 6      |
| Selección de Uruguay      | Uruguay       | 1     | 0     | —      |
| Total carrera             | Total carrera | 592   | 207   | 39     |

## Hat-tricks
| Lista de partidos en los que anotó tres o más goles | Lista de partidos en los que anotó tres o más goles | Lista de partidos en los que anotó tres o más goles | Lista de partidos en los que anotó tres o más goles | Lista de partidos en los que anotó tres o más goles | Lista de partidos en los que anotó tres o más goles | Lista de partidos en los que anotó tres o más goles |
| N.º                                                 | Fecha                                               | Estadio                                             | Partido                                             | Goles                                               | Resultado                                           | Competición                                         |
| --------------------------------------------------- | --------------------------------------------------- | --------------------------------------------------- | --------------------------------------------------- | --------------------------------------------------- | --------------------------------------------------- | --------------------------------------------------- |
| 1                                                   | 3 de abril de 2005                                  | Luis Méndez Piana, Montevideo                       | Miramar Misiones - Paysandú                         | Gol · Gol · Gol                                     | 4 - 1                                               | Campeonato Uruguayo 2005                            |
| 2                                                   | 14 de mayo de 2005                                  | Luis Méndez Piana, Montevideo                       | Miramar Misiones - Rampla Juniors                   | Gol · Gol · Gol                                     | 3 - 1                                               | Campeonato Uruguayo 2005                            |
| 3                                                   | 12 de junio de 2005                                 | Belvedere, Montevideo                               | Liverpool - Miramar Misiones                        | Gol · Gol · Gol · Gol                               | 1 - 5                                               | Campeonato Uruguayo 2005                            |
| 4                                                   | 8 de marzo de 2008                                  | Nereo Rocco, Trieste                                | Triestina - Vicenza                                 | Gol · Gol · Gol                                     | 5 - 1                                               | Serie B 2007-08                                     |
| 5                                                   | 29 de noviembre de 2014                             | Ezio Scida, Crotona                                 | Crotone - Modena                                    | Gol · Gol · Gol · Gol                               | 1 - 4                                               | Serie B 2014-15                                     |
| 6                                                   | 9 de agosto de 2015                                 | Alberto Braglia, Módena                             | Modena - Tuttocuoio                                 | Gol · Gol · Gol                                     | 3 - 0                                               | Copa Italia                                         |
| 7                                                   | 19 de abril de 2016                                 | Alberto Braglia, Módena                             | Modena - Perugia                                    | Gol · Gol · Gol                                     | 3 - 0                                               | Serie B                                             |

## Palmarés

### Campeonatos nacionales
| Título          | Club   | País   | Año  |
| --------------- | ------ | ------ | ---- |
| Torneo Apertura | Toluca | México | 2005 |
| Serie B         | Cesena | Italia | 2014 |

### Distinciones individuales
| Distinción                                         | Año  |
| -------------------------------------------------- | ---- |
| Máximo goleador del Campeonato Uruguayo (16 goles) | 2005 |
| Máximo goleador de la Serie B (19 goles)           | 2015 |